# Tioamida

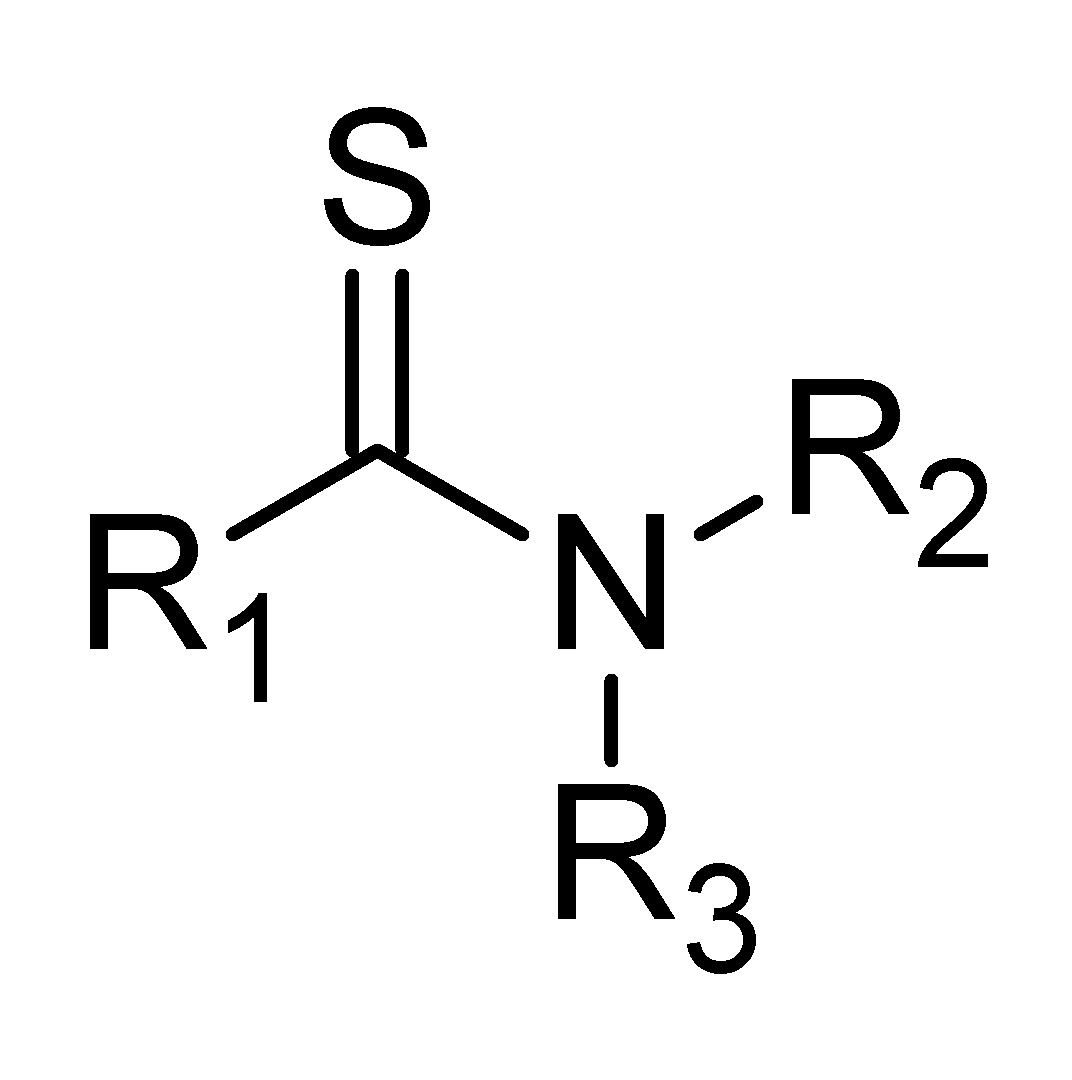
Estrutura geral de uma tioamida derivada de um ácido carboxílico

Tioamidas são compostos derivados de oxiácidos de fórmula RkE(=O)l(OH)m (l &ne 0) em que uma hidroxila ácida (-OH) é substituída por um grupo amino (-NH2) e um dos oxigênios (=0)l) é substituído por enxofre.
Nos compostos orgânicos derivados de ácidos carboxílicos, a tioamida é um grupo funcional de estrutura geral R-CS-NR'R, em que R, R' e R são grupos orgânicos.

## Exemplos
- Tioacetamida
- Tioureia

## Fármacos
As Tioamidas são um grupo de fármacos utilizados no tratamento do hipertiroidismo.

### Indicações
- Tirotoxicose, ou hipertiroidismo.

### Mecanismo de acção
Inibem a enzima peroxidase, responsável pelas reacções de iodação necessárias à libertação das hormonas tiroideias t3 e t4. Bloquiam a coplação das iodotirosinas (precursores das hormonas). Inibem a desiodação periférica da t3 e t4.

### Efeitos úteis
Diminuem os níveis sanguineos de hormona tiróideia, aliviando os sintomas.

### Efeitos adversos
- Absorvidas pelo feto. Cuidados necessários na gravidez.

Em 5-10% dos doentes:
- Febre
- Erupção de pápulas cutâneas.
- Atralgia (dores articulares)
- Agranulocitose: grave
- Lupus eritematoso sistêmico

### Fármacos do grupo
- Metimazol
- Carbimazol convertido in vivo para metimazol
- Propiltiouracil: dez vezes menos potente.